# La Chaux-en-Bresse
La Chaux-en-Bresse é uma comuna francesa na região administrativa de Borgonha-Franco-Condado, no departamento de Jura. Estende-se por uma área de 2,05 km². Em 2010 a comuna tinha 37 habitantes (densidade: 18 hab./km²).